# Knínice, Jihlava
Knínice là một làng thuộc huyện Jihlava, vùng Vysočina, Cộng hòa Séc.